# Feodor Yulievich Levinson-Lessing
Franz Yulievich Levinson-Lessing (in russo: Фра́нц Юльевич Левинсо́н-Ле́ссинг?; San Pietroburgo, 9 marzo 1861 – Leningrado, 25 ottobre 1939) è stato un geologo russo.

## Biografia
Laureatosi presso la facoltà di fisica e matematica dell'Università di San Pietroburgo nel 1883, fu incaricato della raccolta geologica nel 1886 e nel 1889 fu nominato privat-docent presso l'Università di San Pietroburgo. Nel 1892 divenne professore e il decano della facoltà fisico-matematica della Yuryev University (oggi Università di Tartu). Oltre al suo lavoro sulla petrografia pubblicò anche saggi in altri rami della geologia.

## Opere
- "Olonetzkaya Diabazovaya Formatziya" (in "Trudy St. Peterburgskavo Obschestva Yestestvovyedeniya," xix.);
- "O Fosforitnom Chernozyome" (in "Trudy Volnoekonomicheskavo Obschestva," 1890);
- "O Nyekotorykh Khimicheskikh Tipakh Izvyerzhonykh Porod" (in "Vyestnik Yestestvoznaniya," 1890);
- "Geologicheskiya Izslyedovaniya v Guberlinskhikh Gorakh" (in "Zapiski Mineralnavo Obschestva");
- "Die Variolite von Yalguba" ("Tscherm. Mineral. Mitt." vi.);
- "Die Mikroskopische Beschaffenheit des Jordanalit" (ib. ix.);
- "Etudes sur le Porphirite de Deweboyu" (in "Bulletin de la Société Belge de Géologie");
- "1 et 2 Notes sur la structure des roches éruptives" (ib.);
- "Note sur les taxites et les roches élastiques volcaniques" (ib.);
- "Les Ammonée de la Zone à Sporadoceras Munsteri" (ib.);
- "Petrographisches Lexicon" (2 parti, 1893–95);
- "Tablitzy dlya Mikroskopicheskikh Opredeleni Porodoobraznykh Mineralov."